# Pauline Kwalea
Pauline Kwalea (Honiara, 29 de febrero de 1988) atleta de las islas Salomón que compitió por su país en los Juegos Olímpicos de Pekín 2008.
Corrió los 100 metros lisos quedando novena en primera ronda. 